# Rage (muziekgenre)
Rage is een subgenre van hiphop en trap dat bekend staat om zijn harde, energieke beats, vervormde synthesizers en opzwepende vocalen. Het genre heeft zijn wortels in de SoundCloud-rapscene en werd populair in de vroege jaren 2020, mede door artiesten als Playboi Carti, Ken Carson, Yeat en SoFaygo. Rage onderscheidt zich van traditionele trap door de futuristische en hyperactieve productiestijl, die vaak wordt vergeleken met computerspel- of elektronische muziek.

## Oorsprong en ontwikkeling

### Beginjaren (2018-2020)
De eerste invloeden van rage-muziek zijn terug te vinden in de SoundCloud-rapscene van eind 2010. Artiesten als Lil Uzi Vert, XXXTentacion en Playboi Carti experimenteerden met energieke beats en melodieën, wat de basis legde voor het genre.
In 2020 begon rage zich echt te onderscheiden, vooral dankzij Playboi Carti's album Whole Lotta Red. Dit project introduceerde een nieuwe, chaotische en elektronische variant van trap, die snel werd opgepikt door opkomende artiesten zoals Ken Carson, Yeat en SoFaygo.

### Pioniers
- Playboi Carti (Whole Lotta Red, 2020)
- Lil Uzi Vert (Eternal Atake, 2020)
- Trippie Redd (Trip At Knight, 2021)

### Mainstream doorbraak (2021-heden)
In 2021 en 2022 werd rage een dominant geluid in de rapscene. Artiesten als:
- Yeat (met hits als Money So Big en Talk)
- Ken Carson (Go en Rock N Roll)
- Destroy Lonely (No Stylist)

brachten succesvolle projecten uit die de futuristische en energieke rage-stijl verder ontwikkelden. Labels zoals Opium (van Playboi Carti) en Cactus Jack (van Travis Scott) hielpen de populariteit van het genre te versterken.